# Łasiczy taniec wojenny

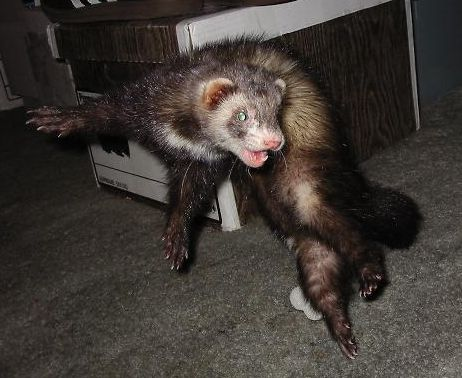
Fretka domowa podczas tańca wojennego.

Łasiczy taniec wojenny (ang. Weasel war dance) – potoczne określenie zachowania podekscytowanych fretek domowych i łasic. U zwierząt dzikich spekuluje się, że taniec służy do dezorientacji ofiary. U fretek domowych taniec może być zaproszeniem do zabawy lub jej częścią. Jest oznaką dobrego nastroju. Na taniec składa się seria gwałtownych, energicznych podskoków w bok lub tył, którym często towarzyszą wygięty grzbiet, nastroszone futro i zjeżony ogon. Fretki domowe wykonując taniec często wpadają na przeszkody lub meble lub też z nich spadają. Pomimo że demonstrująca to zachowanie fretka domowa może wyglądać na wystraszoną lub rozzłoszczoną, jest to zwykle tylko oznaka podekscytowania i nie stanowi zagrożenia dla ludzi.